# Каменный (Зерноградский район)
Каменный — хутор в Зерноградском районе Ростовской области России.
Входит в состав Зерноградского городского поселения.

## География

### Улицы
- ул. Зелёная,
- ул. Мичурина,
- ул. Новая,
- ул. Семиренко.

## Население
| 2010 |
| ---- |
| 353  |